# 大久保鷹
大久保 鷹（おおくぼ たか、1943年10月11日 - ）は、新潟県出身の日本の俳優。ワンダー・プロ所属。明治大学政治経済学部中退。

## 略歴
演出家・芥川賞作家の唐十郎主催の「状況劇場」に入団し、1965年に有楽町駅前で行われた街頭劇『ミシンとコーモリ傘の別離』にてデビュー。花園神社境内や新宿駅西口での紅テント公演にも参加するなど、李礼仙や根津甚八らと共に同劇団の一時代をつくっただけでなく、60年代から70年代のいわゆる日本のアングラ演劇シーンで活躍した。
当時の大久保を見た佐野史郎が強く影響を受けたことを語るなど、当時は「唐の片腕」と言われる程の活躍をしていたが、1976年の公演『下町ホフマン』を最後に劇団を去り、失踪してしまった（実はその時期にもテレビには出たりしている）ことで、「伝説の怪優」と呼ばれるようになる。
しかし1988年に唐が状況劇場を解散して劇団「唐組」を旗揚げした際に、13年ぶりに演劇界に復帰。その後は唐組以外にも、同じように状況劇場の流れをくむ劇団「新宿梁山泊」やその他の舞台公演などにも参加している。

## 出演

### テレビドラマ
- 西遊記「妖怪帝国 突破大作戦」 - 妖怪大王
- 新・七人の刑事
- ふぞろいの林檎たちIII
- ライオン丸G - 果心居士
- 日曜恐怖シリーズ「夢殺人」- 刺青のある男（1979年7月29日）
- 世にも奇妙な物語「トラブルカフェ」（1992年）
- 新・京都迷宮案内5 第10シリーズ（2008年）
- JIN-仁- （2009年12月）
- パパがも一度恋をした（2020年） - 片瀬菊三

### 映画
- 荒野のダッチワイフ（1967年）
- 毛の生えた拳銃（1968年） - 商
- 新宿泥棒日記（1969年） - 状況劇場の団員の1人
- 任侠外伝 玄海灘 - 殺し屋・田原
- バカヤロー!4 YOU! お前のことだよ 第2話「カラダだけの男」（1991年） - 下田陽介役
- クレープ（1993年）
- プ（1995年） - アカツカサンジ役
- 水の女（2002年） - 太宰
- 夜を賭けて - 徳山春夫
- 最も危険な刑事まつり「アングラ刑事」
- 軒下のならず者みたいに
- 埋もれ木（2005年）
- 幽閉者 テロリスト - マフラー男
- 全然大丈夫 - ホームレス・ナガやん
- ゆずり葉
- SHADOW KIDS
- リトルパフォーマー 風の鼓動
- ピン中

### ビデオ
- タフパート1 -誕生篇-（1990年、原田眞人監督）-　根路銘　役
- 蕾のルチア